# من القلب للقلب (فلم)
من القلب للقلب فيلم مصري تم إنتاجه عام 1952، من إخراج هنري بركات و بطولة كمال الشناوي و ليلى مراد و محمود المليجي.

## فريق العمل

### تمثيل
- كمال الشناوي
- ليلى مراد
- محمود المليجي
- عبد الغني قمر
- سامية رشدي
- سراج منير
- ثريا فخري
- دولت أبيض

### الفريق الفني
إخراج: هنري بركات

تأليف:
- يوسف عيسى (قصة وحوار)
- هنري بركات (سيناريو)

إنتاج: ستديو مصر

## روابط خارجية
- مقالات تستعمل روابط فنية بلا صلة مع ويكي بيانات